# Pedro Font (misionero)
Pedro Font (1737-1781) fue un misionero franciscano español que participó en la evangelización y descubrimientos en los territorios de la Nueva España del siglo XVIII.

## Vida y obra
Nacido en 1737 en Gerona, España.  Font se educó en el Colegio Franciscano de Querétaro.  De 1773 a 1775, estuvo destinado en la Misión de San José de Tumacácori, en el país de los indios pima que poblaban territorios de lo que hoy son Arizona, Sonora y Chihuahua. Fue el capellán de la expedición que dirigió Juan Bautista de Anza para explorar la Alta California entre 1775 y 1776.  Font escribió un diario que detalla pormenorizadamente lo acontecido en la expedición. También propuso el sitio para la futura misión de San Francisco de Asís, ocupada por los padres franciscanos Junípero Serra y Francisco Palóu ya avanzado 1776. Cabe destacar que participó en el proceso de excomunión del gobernador militar Fernando Rivera y Moncada, quien profanó la capilla de la misión cuando entró para apresar a un indio neófito, hechos descritos por Font en su diario. Más tarde, sirvió en las misiones del actual Estado de Sonora (México) de Santa Teresa de Atil, Santa María Magdalena, San Pedro y San Pablo del Tubutama y La Purísima Concepción de Caborca, para terminar su vida en San Diego del Pitiquito (1781).
En el mapa que dibujó de la región en 1776 ya figura la bahía de San Francisco y unos montes llamados por él Sierra Nevada, la mayor cordillera de California.